# Sottoprefettura di Iburi
La sottoprefettura di Iburi (胆振支庁, Iburi-shichō?) è una sottoprefettura della prefettura di Hokkaidō, Giappone. Ha un'area di 3.697 chilometri quadrati e nel 2007 aveva una popolazione di 432 578 abitanti. Fu fondata nel 1897. Nella sottoprefettura vi fu l'epicentro del terremoto di Hokkaidō del 2018, durante il quale morirono 41 persone.

## Geografia fisica

### Città
- Date
- Muroran (capoluogo)
- Noboribetsu
- Tomakomai

### Distretti
- Distretto di Abuta
  - Tōyako
  - Toyoura
- Distretto di Shiraoi
  - Shiraoi
- Distretto di Usu
  - Sōbetsu
- Distretto di Yūfutsu
  - Abira
  - Atsuma
  - Mukawa